# Canabae

Les canabae ou cabanæ sont des espaces situés à l'extérieur des camps romains qui accueillent une population civile vivant de ses échanges avec l'armée.
À Lyon, ce sont des entrepôts liés au commerce des vins, associés aux riches résidences des negotiatores.

## Dans le sillage des armées
Les légions romaines en campagne drainent dans leur sillage un nombre de civils : marchands qui vendent matériel et commodités aux soldats mais qui peuvent aussi leur acheter du butin ou des esclaves, artisans, prêtres officieux, indigents, prostituées et concubines. Lorsqu'un camp provisoire ou permanent est établi, les civils y sont interdits et ils s'installent à l'extérieur, souvent directement en contact avec les fossés.
Constituées de tentes et de cabanes, les cabanæ des camps permanents ont souvent été à l'origine de véritables villes, obtenant une reconnaissance légale : Deva Victrix (Chester), Novae, Vindobona (Vienne, en Autriche), Argentoratum (Strasbourg), Nimègue. Elles peuvent se retrouver dans la toponymie comme l'île des Canabae de Lugdunum (Lyon) où étaient installés de riches négociants de vins.